# Seth Adkins
Seth Adkins (Albuquerque, 30 ottobre 1989) è un attore statunitense, noto soprattutto come attore bambino tra il 1996 e il 2005 ed attivo quindi in ruoli di supporto come attore al cinema e alla televisione.

## Biografia
Nato nello stato del Nuovo Messico, sua madre è un'insegnante ed ha due fratelli: Zachary (nato nel 1978) e Josh (nato nel 1981).
Fin dal 1996 partecipa ad episodi di popolari serie televisive come Sabrina, vita da strega (1996), E.R. - Medici in prima linea (1997) e Jarod il camaleonte (1998). Il primo ruolo importante è nel film TV Un passo verso il domani (1997) con Meryl Streep, nel quale interpreta il ruolo del figlioletto epilettico, ma è la sua presenza nel film Titanic (1997) che lo rende noto al grande pubblico. Nel 2000 è Pinocchio nel film musicale Geppetto e un bambino traumatizzato da un'esperienza di abuso in When Andrew Came Home.
Nel 2008 termina gli studi al Public Academy for Performing Arts, continuando quindi la sua carriera di attore in ruoli di supporto al cinema e alla televisione.

## Filmografia

### Cinema
- Oscure visioni (Stir), regia di Rodion Nahapetov (1997)
- Titanic, regia di James Cameron (1997)
- Mafia! (Jane Austen's Mafia!), regia di Jim Abrahams (1998)
- Pirates of the Plain , regia di John R. Cherry III (1999)
- The Failures, regia di Tim Hunter (2003)
- Funky Monkey, regia di Harry Basil (2004)
- Bad News Bears - Che botte se incontri gli orsi! (Bad News Bears), regia di Richard Linklater (2005)
- Pirate Camp, regia di Michael Kastenbaum (2007)
- Becoming Eduardo, regia di Rod McCall (2009)
- Privileged, regia di Jonah Salander (2010)
- Blood Story (Let Me In), regia di Matt Reeves (2010)
- This Must Be the Place, regia di Paolo Sorrentino (2011)
- As Cool as I Am , regia di Max Mayer (2013)
- The Odd Way Home, regia di Rajeev Nirmalakhandan (2013)
- Frontera, regia di Michael Berry (2014)
- 12 Soldiers (12 Strong), regia di Nicolai Fuglsig (2018)

### Televisione
- Small Talk (1996) - 5 episodi della serie TV
- A Girl and Her Cat, regia di Brian K. Roberts (1996) -- episodio della serie TV Sabrina, vita da strega (Sabrina, the Teenage Witch)
- Fortune's Fools, regia di Michael Katleman (1997) -- episodio della serie TV E.R. - Medici in prima linea
- Un passo verso il domani (...First Do No Harm), regia di Jim Abrahams (1997) -- film TV
- Eight Pounds of Pressure, regia di Paul Shapiro (1997) -- episodio della serie TV C-16: FBI
- Silence, regia di Joe Napolitano (1997) -- episodio della serie TV The Pretender
- Perfect Little Angel, regia di Terrence O'Hara (1998) -- episodio della serie TV Touched by an Angel
- The Promise, regia di Bethany Rooney (1999) -- film TV
- Geppetto, regia di Tom Moore (2000) -- episodio della serie TV The Wonderful World of Disney
- When Andrew Came Home, regia di Artie Mandelberg (2000)
- CSI: Miami - serie TV, episodio 1x02 (2002)
- Losing Face, regia di Joe Chappelle (2002) -- episodio della serie TV CSI: Miami
- Paranormal Girl, regia di Andrew Fleming (2002) -- film TV
- A Time for Every Purpose, regia di John Behring (2003) -- episodio della serie TV Touched by an Angel
- Wuthering Height, regia di Suri Krishnamma (2003) -- film TV
- Iced, regia di Dennis Smith (2006) -- episodio della serie TV NCIS
- A Damn Shame, regia di Christopher Chulack (2012) -- episodio della serie TV Longmire
- Awakening, regia di Stephen Williams (2015) -- episodio della serie TV The Messengers
- Monsters of God, regia di Rod Lurie (2017) -- film TV

## Doppiatori italiani
Nelle versioni in italiano delle opere in cui ha recitato, Seth Adkins è stato doppiato da:
- Veronica Puccio in Geppetto
- Alessio Puccio in This Must Be the Place
- Vincenzo Alfieri in Longmire